# Dialeto andaluz

Área de uso do dialeto andaluz

O dialecto andaluz é uma variedade linguística da língua espanhola ou castelhana. É falado na comunidade autônoma de Andaluzia. Divide-se, principalmente, em dois grandes subdialetos: o Ceceio (províncias de Sevilha, Cádiz, Huelva, centro e sul de Granada e o sector oeste de Málaga) e o Seseio (províncias de Córdova, o sector leste de Málaga, Granada, Almería e Jaén). Um sector minoritário da população da Andaluzia reclama, para o falar andaluz, o estatuto de língua diferenciada do espanhol.
Devido à emigração maciça da Andaluzia para as colônias espanholas nas Américas e em outros lugares, a maioria dos dialetos espanhóis latino-americanos compartilham algumas características fundamentais com o espanhol ocidental da Andaluzia, como o uso de ustedes em vez de vosotros para a segunda pessoa do plural e seseo. Muitas variedades de espanhol, como o espanhol das Canárias, o espanhol do Caribe e outros dialetos da América Latina, incluindo seus dialetos padrão, são consideradas pela maioria como baseadas no espanhol andaluz.

## Características
O andaluz tem uma série de características fonológicas, morfológicas, sintáticas e lexicais distintas. No entanto, nem todos são exclusivos do andaluz, nem todos esses recursos são encontrados em todas as áreas onde o andaluz é falado, mas em qualquer área, a maioria desses recursos estará presente.
- A maioria dos dialetos espanhóis na Espanha diferenciam os sons representados na grafia tradicional por ⟨z⟩ e ⟨c⟩ (antes de ⟨e⟩ e ⟨i⟩), pronunciado /θ/, e do ⟨s⟩, pronunciado / s /. No entanto, em muitas áreas de língua andaluza, os dois fonemas não são distinguidos e / s / é usado para ambos, que é conhecido como seseo / seˈseo /. Em outras áreas, o som se manifesta como [s̄] (um som próximo, mas não idêntico a [θ] Fricativa dental surda # Sibilante dentialveolar surda), que é conhecido como ceceo (/ θeˈθeo /).[4]

Em ainda outras áreas, a distinção é mantida. Ceceo predomina nas partes mais ao sul da Andaluzia, incluindo as províncias de Cádiz, sul de Huelva, áreas rurais de Málaga e Sevilha (exceto as partes do norte de ambas as províncias e a cidade de Sevilha) e o sudoeste de Granada. Um estereótipo comum sobre o ceceo é que ele é encontrado principalmente em áreas rurais atrasadas, mas o predomínio do ceceo em grandes cidades como Huelva e Cádiz (onde, por outro lado, também se pode encontrar distinção, dependendo do bairro) é suficiente prova para refutar isso.
Seseo predomina em Córdoba, norte de Sevilha e Málaga e oeste de Huelva. As cidades de Sevilha e Cádiz são seseante, mas inteiramente rodeadas por áreas ceceo; a cidade de Cádiz é a única área em toda a província de Cádiz, junto com San Fernando (La Isla de León), que não é ceceante. A distinção é encontrada principalmente nas províncias de Almería, Granada oriental, Jaén e nas partes norte de Córdoba e Huelva. Veja o mapa acima para uma descrição detalhada dessas zonas. Fora da Andaluzia, o seseo também existia em partes da Extremadura e Murcia até pelo menos 1940. A distinção padrão que predomina no Leste da Andaluzia pode agora ser ouvida em muitos falantes cultos do Ocidente, especialmente entre os falantes mais jovens em áreas urbanas ou na fala monitorada . A influência da mídia e da escola agora é forte na Andaluzia e isso está corroendo o seseo e o ceceo tradicionais.
- Yeísmo, que é a fusão de /ʎ/ em /ʝ/, é geral na maior parte da Andaluzia. No oeste da Andaluzia, /ʝ/ é uma africada [ɟʝ] em todos os casos, enquanto no espanhol padrão essa percepção ocorre apenas após um nasal ou pausa.[4]
- O / d / intervocálico é omitido na maioria dos casos, por exemplo * pesao para pesado ('pesado'), * um menúo para um menudo ('frequentemente'). Isso é especialmente comum no particípio passado; por exemplo. ele acabado torna-se * ele acabao ('Eu terminei'). Para o sufixo -ado, essa característica é comum a todas as variantes peninsulares do espanhol, enquanto em outras posições é comum na maior parte da metade sul da Espanha. Esta é a continuação da tendência de lenição em latim vulgar que se desenvolveu nas línguas românicas. Compare o latim vīta [ˈwiːta], italiano vita [ˈvita], português brasileiro vida [ˈvidɐ] com uma oclusão total [d], português europeu vida [ˈviðɐ], castelhano espanhol vida [ˈbiða] com um interdental [ð] (como em inglês ⟨Th⟩ em "este"), vivaro-alpino occitano viá ['vjo] e francês vie [vi], onde o / d / é omitido como em andaluz (vida [ˈbi.a]' vida ').[4]
- Da mesma forma, intervocálico /ɾ/ também é omitido, embora isso tenda a ocorrer apenas em determinados ambientes. Por exemplo, parece se torna * paece ('parece'), quieres se torna * quies ('você quer') e padre e madre podem às vezes se tornar * pae e * mae ('pai' e 'mãe', respectivamente). Este recurso pode ser ouvido em muitas outras partes da Espanha também (como para → * pa 'para').[4]
- Obstruentes (/b d ɡ p t k f s x θ/) e sonorantes (/r m n l/) frequentemente assimilam o lugar de articulação da consoante seguinte produzindo geminação (ou descascalização); por exemplo. perla [ˈpe̞hla] ~ [ˈpe̞lːa] ('pérola'), carne [ˈkahne̞] ~ [ˈkãnːe̞] ('carne'), adquirí [ahkiˈɾi] ~ [akːiˈɾi] ('eu adquiri'), mismo [ˈmihmo̞] ~ [ˈmĩmːo ] ('mesmo'), desde [ˈdɛhðe̞] ~ [ˈdɛðːe̞] ('de'), rasgos [ˈrahɣɔh] ~ [ˈræ̞xːɔ] ('traços'). Em espanhol andaluz e murciano, a sílaba final / s / é muito instável; frequentemente assimilado a [ɸ] antes de / b / (/ sb / → [hβ] → [hɸ] → [ɸː]), como em desbaratar → * effaratar [ɛhɸaɾaˈta] ~ [ɛɸːaɾaˈta] ('para arruinar, para interromper') ou para [ɹ] (onde ceceo ou distinção ocorre) antes de / θ / (/ sθ / → [ɹθ]), como em ascensor [aɹθẽ̞nˈso̞] ('elevação').[4]
- Enunciado final s/, /x/e/θ/ (onde ocorre ceceo ou distinção) são geralmente aspirados (pronunciado [h]) ou excluídos. Em dialetos da Andaluzia oriental, incluindo também o espanhol de Múrcia, a vogal anterior também é abaixada. [1] Assim, nestas variedades, distingue-se la casa [la ˈkasa] ('a casa') e las casas [læ̞ (k) ˈkæ̞sæ̞] ('as casas') por um /s/s/ aspirado final e vogais anteriores, enquanto do norte Os falantes de espanhol teriam [s] e [θ] e vogais centrais.[4]

Como resultado, essas variedades têm cinco fonemas vocálicos, cada um com um alofone tenso (aproximadamente o mesmo que a realização normal no espanhol do norte; [a], [e̞], [i], [o̞], [u]) e um alofone relaxado ([æ̞], [ɛ], [i̞], [ɔ], [u̞]). Além disso, um processo de harmonia vocálica pode ocorrer onde as vogais tensas que precedem a vogal relaxada podem se tornar relaxadas, por ex. trevol [ˈtɾe̞βo̞l] ('trevo, clube') vs trevole [ˈtɾɛβɔlɛ] ('trevos, clubes'). A aspiração S é geral em toda a metade sul da Espanha, e agora está se tornando comum também na metade norte.
- Como no espanhol padrão, a nasalização de vogais fonéticas ocorre para vogais que ocorrem entre consoantes nasais ou quando precedem um nasal final de sílaba. No entanto, ao contrário do espanhol padrão (onde consoantes nasais finais de sílaba são retidas), nas variedades andaluzas as nasais finais de enunciação são frequentemente excluídas, por ex. bom [ˈbjẽ̞] ('bueno').[4]
- As consoantes finais são omitidas em muitos casos. Isso não faz com que a vogal anterior se abaixe; por exemplo. comer [ko̞ˈme̞] ('comer'), comercial [ko̞me̞rˈθja] ou [ko̞me̞rˈsja] ('comercial'), parede [paˈɾe̞] ('parede'). Isso geralmente dá origem a uma situação em que duas palavras diferentes soam exatamente iguais, como acontece com o corte do infinitivo ('cortar'), o imperativo ¡cortad! ('cortar [isso]!') e o particípio passado feminino cortar, ('[uma] coisa cortar'); que são todos pronunciados [ko̞rˈta]. A extensão geográfica dessa queda consonantal é variável e, em alguns casos, como ⟨d⟩ final, comum à maior parte da Espanha.[4]
- /tʃ/ sofre desafricação para [ʃ] na Andaluzia Ocidental, incluindo cidades como Sevilha e Cádis, por ex. ouvir [ɛˈkuʃa] ('ele / ela escuta').[4]
- /l/ pode ser pronunciado como /r/ na posição final da sílaba, como em [ˈarma] em vez de [ˈalma] para alma ('alma') ou [e̞r] em vez de [e̞l] para el ('o'). O oposto também pode acontecer, ou seja, /r/ torna-se /l/ (por exemplo, frigideira [salˈtẽ̞] 'frigideira').[4]
- /x/ é geralmente aspirado ou pronunciado [h], exceto em algumas subvariedades do leste da Andaluzia (ou seja, nas províncias de Jaén, Granada, Almería), onde o [x] dorsal é retido. Isso também acontece na maior parte da Extremadura e partes da Cantábria.[4]
- Antes do [h] (andaluz ocidental), /r/ pode ser pronunciado de duas maneiras: pode ser elidido, deixando apenas o [h], ou pode ser retido, intensificando o som aspirado do [h]. Assim, virgen ('virgem') se torna [ˈbihẽ̞] ou [ˈbirhẽ̞].[4]
- Palavras de origem latina começando com ⟨h⟩ (originalmente ⟨f⟩) por escrito (isto é, que mantiveram o ⟨h⟩ etimológico por escrito) às vezes são pronunciadas com um som inicial [h], por ex. Latim fartvs 'farto' → harto [ˈharto̞] (espanhol padrão [ˈarto̞] 'farto'). Isso também ocorre na fala da Extremadura. Porém, essa característica se limita ao meio rural e à cultura flamenca.[4]

## Aspectos sociais e culturais

### Consideração linguística e contexto linguístico
Do ponto de vista linguístico, dadas as suas características fonéticas, lexicais e morfológicas que a diferenciam do resto da fala peninsular, a fala andaluza apresenta tendências comuns como o yeísmo e a aspiração de /-s/ (características também existentes na sul de Castilla-La Mancha, Madrid, Murcia e Extremadura).

### Andaluz como um dialeto dentro do espanhol
Do ponto de vista diacrônico, o andaluz apresenta traços claramente distintivos em relação ao dialeto castelhano setentrional. No primeiro caso, argumenta-se que o andaluz é um dialeto oriundo do castelhano histórico, entendido como a variedade linguística original com peso mais específico na formação da língua espanhola. No segundo caso, o andaluz é definido como uma variedade linguística oriunda da própria língua espanhola, entendida como o sistema linguístico normativo e culto que, a partir do castelhano original, foi intelectualmente conformado ao longo da história através da síntese. de elementos das variedades dialectais da Península Ibérica, o contributo de elementos de outras línguas espanholas e a influência de várias línguas estrangeiras.
Do ponto de vista sincrônico, o andaluz difere significativamente da língua espanhola acadêmica ou normativa. Nessa mesma perspectiva, há diferenças entre o andaluz e os demais dialetos do espanhol existentes na Espanha, que são mais ou menos significativas conforme o caso.

### O projeto andaluz nas Ilhas Canárias e na América
A relação do dialeto andaluz com os dialetos espanhóis existentes fora da Península Ibérica é muito maior do que a que eles têm com as variantes dialetais da metade norte da Espanha. O dialeto canário, o espanhol chileno, o peruano, o espanhol ribeirinho e o espanhol caribenho, entre outros, apresentam alguns traços muito característicos em comum com o andaluz, como o yeísmo e a aspiração pós-vocal do /s/.

### A diversidade interna do andaluz
O andaluz é uma variedade de espanhol que nunca foi oficialmente unificada ou padronizada. Por isso, os seus traços característicos apresentam-se de diferentes formas em todo o território andaluz, o que por sua vez dificulta a sua regularização. Esta diversidade interna faz com que alguns prefiram referir-se à realidade linguística da região utilizando o termo "língua andaluza".

### Visão social do dialeto

#### O''falar ruim''dos andaluzes
Razões históricas, sociais e políticas levaram muitos espanhóis, incluindo muitos andaluzes, a acreditar que o andaluz não é um dialeto, mas uma deformação grosseira e aleatória da língua espanhola. É comum, por exemplo, usar o andaluz em diálogos humorísticos de vários personagens em busca de um efeito cômico. Desta forma, tem havido tradicionalmente uma visão negativa do dialeto andaluz por falantes de outras variedades linguísticas na Espanha. Na verdade, há referências que desprezam, rejeitam ou condenam o andaluz desde o início do século XVI. Desde o século XIX que a concepção negativa do andaluz tem sido baseada em duas crenças errôneas:
- A primeira, que o andaluz é uma "deformação vulgar" do espanhol "correto", que é uma ideia extralinguística.[5]
- A segunda, que o andaluz é produto da ignorância e do atraso cultural dos andaluzes, o que evitou dois fatos fundamentais.[5]

A antiguidade dos traços do dialeto andaluz é anterior à crise socioeconômica andaluza, e o fato de que o andaluz não se caracteriza apenas por seus traços fonéticos, mas também por seu próprio léxico abundante e por traços morfossintáticos e semânticos peculiares. Essas ideias parecem estar ligadas ao fato de que muitos falantes das variedades do norte entraram em contato com o dialeto andaluz por meio de imigrantes e trabalhadores de pouco prestígio social transferidos para áreas industriais no norte. O baixo prestígio concedido a essas pessoas e a marginalização a que foram submetidas estendem-se às variedades linguísticas por elas faladas. Esse descrédito e discriminação tem sido objeto de várias declarações políticas polêmicas.
A esta ideia negativa do andaluz na consciência coletiva dos falantes de espanhol de outras variedades, foi adicionada a existência de um influente grupo de andaluzes que ao longo da história rejeitaram o andaluz, tentando voluntariamente se adaptar à prestigiosa variedade escolar baseada na linguagem escrita. O contrário também aconteceu: junto com as declarações atuais sobre a má linguagem andaluza, houve declarações igualmente atuais sobre a profanação, a boa linguagem e a verbosidade convincente dos andaluzes. Não ajudou que a educação, o prestígio social e a cultura acadêmica caíram no século XIX e no início do século XX em relação ao resto da Espanha e a Andaluzia estava ligada ao analfabetismo, ligando o discurso andaluz ao popular e analfabeto. Não se pode dizer que a diglossia tenha ocorrido na Andaluzia, uma vez que não houve um passo entre a oralidade andaluza e a escrita padrão; tem havido constantemente formas orais de maior prestígio dentro da Andaluzia e entre os andaluzes e formas orais menos prestigiosas e mais vulgares.

#### Visões negativas
As circunstâncias descritas na seção anterior desenvolveram um forte complexo de inferioridade linguística entre muitos andaluzes, que nunca tiveram um modelo linguístico de prestígio em seu dialeto.
Atualmente, embora tenha havido uma ligeira liberação de complexos e preconceitos seculares (mais teóricos do que práticos), ainda há uma percepção negativa do dialeto andaluz pelos próprios andaluzes e por um grande número de espanhóis não andaluzes. Essa percepção negativa é explicada por uma relação de forças entre grupos, onde a relação passa a ser a dominação simbólica de um grupo sobre outro, nos termos de Pierre Bourdieu.
Da mesma forma, a escassa presença do dialeto andaluz na mídia no passado é muito reveladora. Na Rádio e Televisão da Andaluzia, os locutores costumam falar a variedade padrão com pronúncia do centro e do norte da Espanha, no máximo, um espanhol com um certo sotaque "andaluz", limitado à aspiração do /-s/, o seseo e a outros fenômenos fonéticos mais ou menos aceitos. O livro de estilo Canal Sur TV, que considera a maior parte do dialeto andaluz como "vulgar", é uma prova do papel desempenhado pelo dialeto andaluz na mídia. Atualmente, essa situação está mudando e basta ouvir locutores como Antonio Cattoni, Fran López de Paz ou Charo Padilla, profissionais do Canal Sur, para escutar sua variedade fonética meridional.

#### Consideração constitucional
Do ponto de vista jurídico e institucional, a variedade do espanhol andaluz é definida como "modalidade linguística andaluza", nos termos expressos na secção anterior, pelo Estatuto de Autonomia da Andaluzia de 2007 e pelo Ministério da Educação e Ciência da Junta de Andalucía, a Junta de Andalucía incentiva a criação de materiais educativos a este respeito: livros didáticos, o Fórum de Fala da Andaluzia da Real Academia Sevillana de Buenas Letras ou os espaços de televisão ou rádio que os divulguem.

Nos centros educacionais, os livros didáticos e os professores estimulam o conhecimento da Andaluzia e a reflexão sobre seus traços piores ou mais valorizados.